# Фюрст

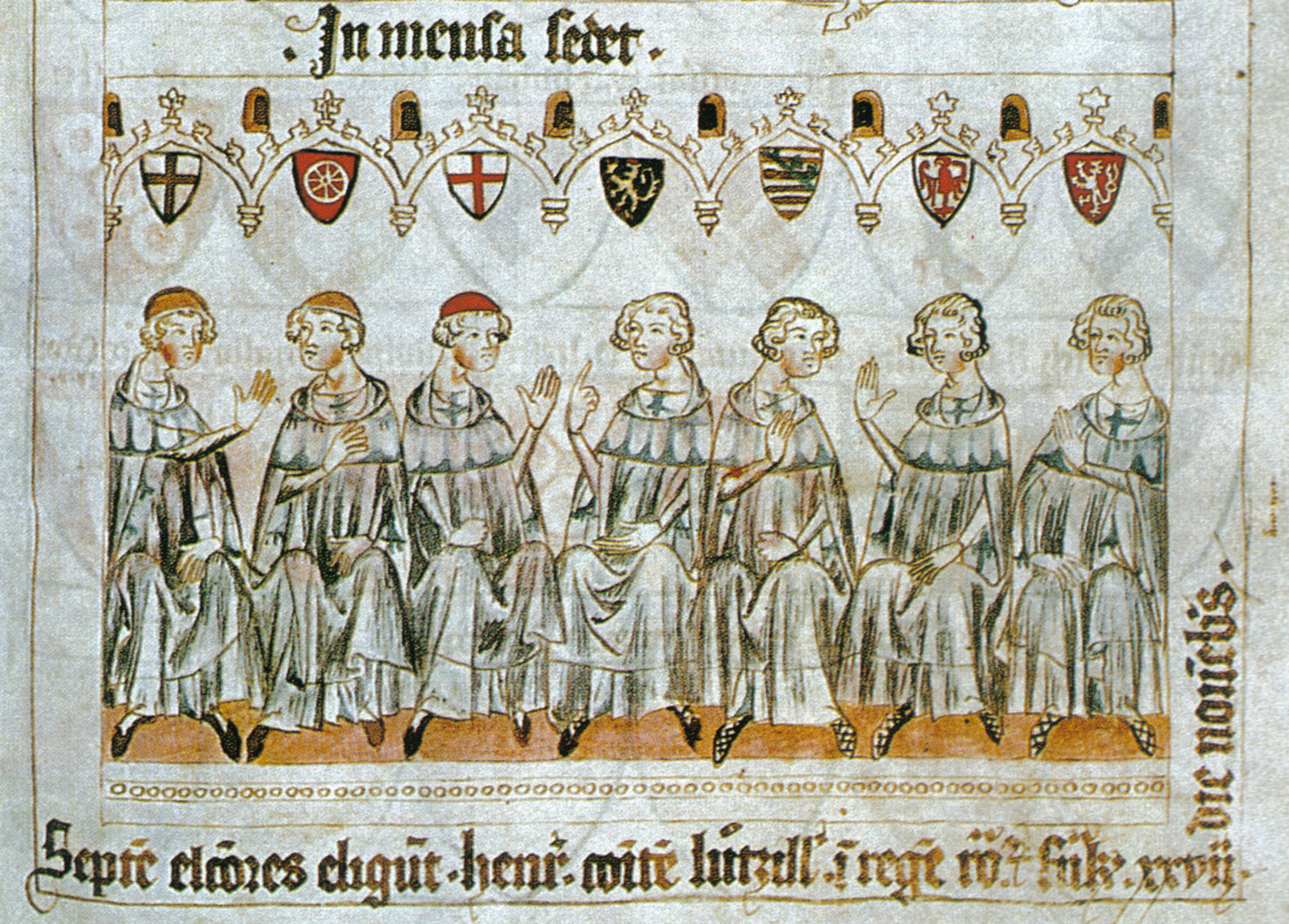
Codex Balduineus содержит первое изображение собрания имперских князей — курфюрстов:
Семь курфюрстов избирают Генриха VII императором. Курфюрстов можно определить по гербам (слева направо): архиепископы Кёльна, Майнца и Трира, пфальцграф Рейнский, герцог Саксонии, маркграф Бранденбургский и король Чехии.

Фюрст (нем. Fürst от с.-в.-немецкого vürste (превосходная степень от «vor») «тот, кто впереди всех», от глагола führen, сродни Führer, сравните с англ. first = первый) — высший аристократический титул Священной Римской империи, обычно переводимый на русский как «князь».

## История
Во времена Франкского государства и Священной Римской империи фюрсты стояли в иерархии правления (управления) сразу после короля. К имперскому сословию также относились герцоги, ландграфы, маркграфы, пфальцграфы, а также архиепископы и епископы как духовные чины и другие.
В Средние века фюрсты участвовали в выборах короля, позже эта привилегия перешла к курфюрстам, а за фюрстами сохранилось место в Рейхстаге и право индивидуального голоса при принятии решений (см. имперский князь).
Владения фюрста именуются княжеством (нем. Fürstentum). В каждом германском княжестве был только один фюрст, его дети носили титулы принцев (в независимых княжествах) или графов (в зависимых княжествах). Единственным немецким княжеством, сохранившимся до наших дней, является княжество Лихтенштейн (нем. Fürstentum Liechtenstein), глава которого носит титул князя фон унд цу Лихтенштейн (нем. Fürst von und zu Liechtenstein)
С введением Веймарской конституции в 1919 году титулы в Германских землях потеряли своё значение в вопросах власти и сохранились только как часть фамилии, передающаяся без изменений по наследству.